# Vaillantodes cretica
Vaillantodes cretica är en tvåvingeart som beskrevs av Wagner 1993. Vaillantodes cretica ingår i släktet Vaillantodes och familjen fjärilsmyggor. Inga underarter finns listade i Catalogue of Life.